# 불여우 (영화)
"불여우"는 한국에서 제작된 임정수 감독의 1989년 영화이다. 이영국 등이 주연으로 출연하였고 박해선 등이 제작에 참여하였다.

## 출연

### 주연
- 이영국

## 기타
- 녹음: 유창국